# KiTARA

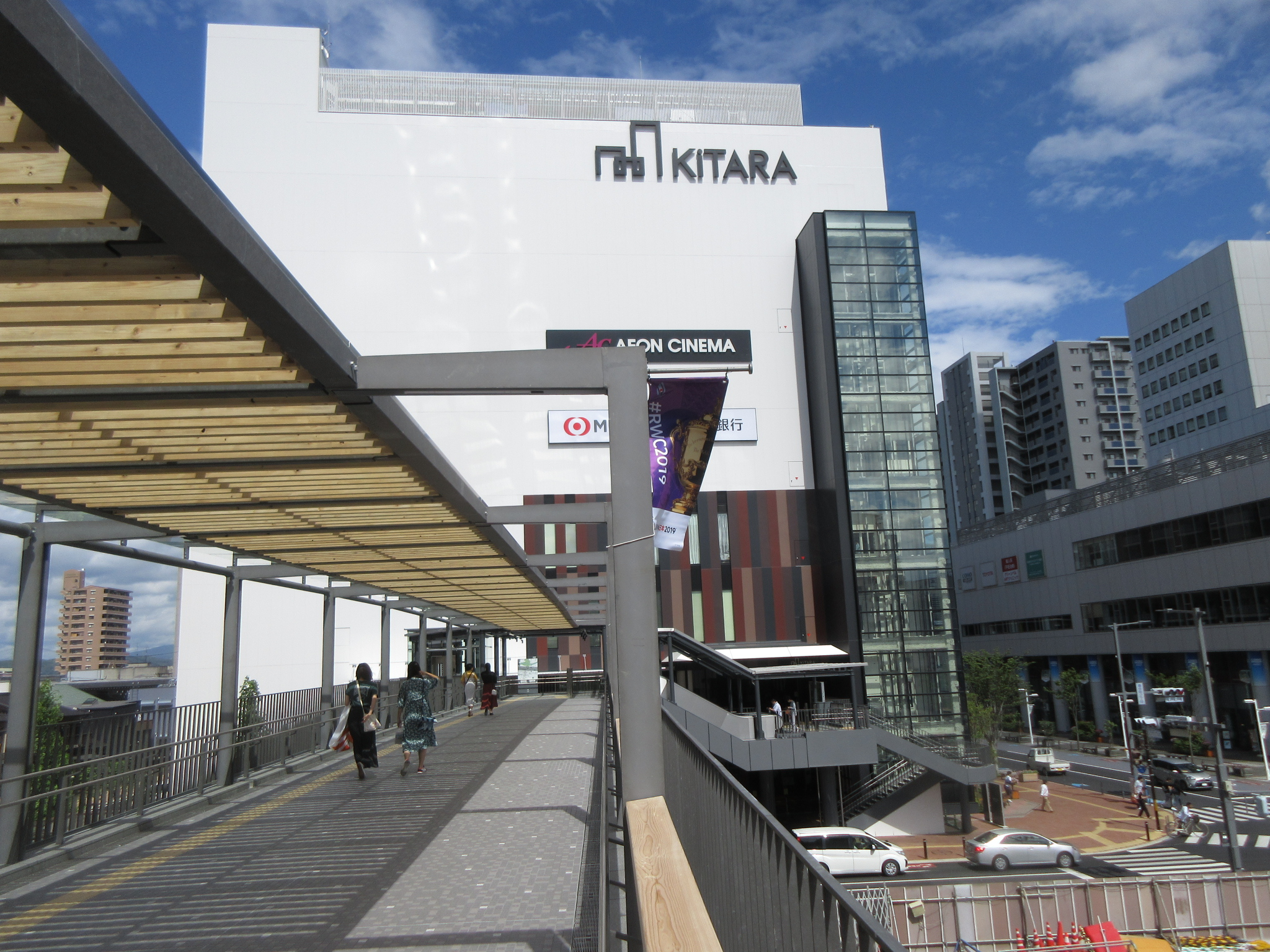
2019年（令和元年）6月4日、複合商業施設ギャザとKiTARAの間のペデストリアンデッキが開通した。

KiTARA（キタラ）は、愛知県豊田市喜多町2丁目170番地にある複合商業施設である。

## 概要
「豊田市駅前通り北地区第一種市街地再開発事業」により建設され、2017年（平成29年）11月25日にグランドオープンした。名鉄豊田線・三河線 豊田市駅から徒歩で約3分。核テナントはシネマコンプレックスのイオンシネマ豊田KiTARA。名称は所在地の「喜多町」と「（お前も）来たら（どうよ?）」を組み合わせている。
豊田喜多町開発株式会社が管理運営を行っている。住宅棟はパークタワー豊田とも呼ばれ、地上26階・地下2階、高さ87m、総戸数161戸の分譲タワーマンションである。

## 建物
商業・業務棟（ブルー棟）、高齢者施設棟（グリーン棟）、住宅棟（オレンジ棟）の3棟からなり、住宅棟の背後に駐車場棟がある。
各ビルの地下1階・地下2階は有料駐車場のキタラパーキングである。キタラパーキングはフリーパーキングに加盟している。

## 沿革
- 2017年（平成29年）11月25日 - 開業。
- 2019年（令和元年）6月4日 - ギャザとの間にペデストリアンデッキが開通する。

## テナント

### ブルー棟
- イオンシネマ 豊田KiTARA
- 三菱UFJ銀行 豊田支店・三好支店・三好支店 三好ヶ丘出張所
- 豊田信用金庫 豊田駅前支店
- 学校法人角川学園 N高等学校 豊田キャンパス
- ガチャガチャスポットKiTARA（カプセルトイ）
- ジュネス豊田店
- ミスタードーナツKiTARA豊田駅前店
- ヘア&エステ アイ
- Par-Me（シミュレーションゴルフ）
- 自動販売機コーナー（伊藤園、コカ・コーラ）

### グリーン棟
- ブービーズ豊田店
- 博多かわ屋豊田店
- NICK STOCK豊田市駅前店
- 炙〜はなれ〜
- 秘密SB基地
- らくだ接骨院 豊田市駅前院
- JAZZ5/4（会員制ジャズ喫茶＆Bar）
- 社会福祉法人 旭会
- 銀座Gratia豊田駅前店、LACOCO豊田駅前店、RBL豊田駅前店
- 自動販売機コーナー（伊藤園、コカ・コーラ瓶、サントリー、IJOOZ生絞りオレンジジュース、アイスクリーム、チェリオ、綿菓子）

### オレンジ棟
- 三十三銀行豊田支店・豊田ローンプラザ
- めいてつ保育ステーションぽっぽ園

### イオンシネマ豊田KiTARA
イオンエンターテイメント運営のシネマコンプレックス。KiTARA開業と同日の2017年（平成29年）11月25日にオープン。
愛知県のイオンシネマで唯一イオングループ系列の店舗以外に出店している。その為新型コロナウイルス感染症の流行拡大に伴う2021年（令和3年）5月22日、23日、29日、30日の営業中止要請も対象外となり、愛知県のイオンシネマで唯一営業していた。
なお、ギャザ内にはイオンエンターテイメントの前身に当たるワーナー・マイカルの親会社であったマイカル（2011年（平成23年）3月1日にイオンリテールに吸収合併）がかつて豊田サティを出店していた。
| No. | 座席数 | 車椅子 エリア |
| --- | ------ | ------------- |
| 1   | 86     | 2             |
| 2   | 94     | 2             |
| 3   | 94     | 2             |
| 4   | 94     | 2             |
| 5   | 94     | 3             |
| 6   | 332    | 2             |
| 7   | 125    | 2             |
| 8   | 125    | 2             |
| 9   | 94     | 2             |